# 12 tháng 3
Ngày 12 tháng 3 là ngày thứ 71 (72 trong năm nhuận) trong lịch Gregory. Còn 294 ngày trong năm.

## Sự kiện
- 1884 – Chiến dịch Bắc Kỳ: Quân Thanh vượt sông Cầu rút chạy về Thái Nguyên, quân Pháp chiếm được thành Bắc Ninh.
- 1894 – Sản phẩm nước ngọt có ga Coca-Cola được đóng chai và bán đầu tiên ở Vicksburg, Mississippi, Hoa Kỳ.
- 1913 – Thủ đô tương lai của Úc chính thức được đặt tên là Canberra trong một buổi lễ bởi phu nhân của Toàn quyền Úc Thomas Denman.
- 1918 – Mát-xco-va là thủ đô của nước Nga Xô Viết.
- 1922 – Armenia, Gruzia và Azerbaijan hợp nhất thành Cộng hòa Xã hội chủ nghĩa Xô viết Liên bang Ngoại Kavkaz, tham gia sáng lập Liên Xô vào tháng 12 cùng năm.
- 1939 – Việt Nam Phục quốc Đồng minh Hội chính thức thành lập ở Thượng Hải
- 1956 – thành lập Nhà hát Múa rối Việt Nam.
- 1957 – Sách truyện The Cat in the Hat ra đời, tạo nên biến chuyển cách mạng về sách tập đọc tiếng Anh.[1]
- 1967 – Suharto đoạt lấy quyền lực từ Sukarno, trở thành quyền Tổng thống của Indonesia, ông nắm giữ chức vụ tổng thống cho đến năm 1998.
- 1975 – Việt Nam và Niger thiết lập quan hệ ngoại giao.
- 1992 – thành lập Hội Văn hóa các dân tộc thiểu số Việt Nam.
- 1997 – thành lập Cục Cảnh sát điều tra tội phạm về ma túy.
- 2005 – Một tàu hỏa bị đứt móc nối khi chạy qua Lăng Cô,  Huế khiến 11 người thiệt mạng và hàng trăm người bị thương.[2]
- 2014 – Một vụ nổ khí ga tại East Halem, thành phố New York, Mỹ làm 8 người thiệt mạng và 70 người bị thương.

## Sinh
- 1620 – Johann Heinrich Hottinger, nhà ngữ văn, nhà thần học Thụy Sĩ (m. 1667)
- 1672 – Richard Steele, nhà văn, chính khách người Ireland (m. 1729)
- 1685 – George Berkeley, nhà thần học người Ireland (m. 1753)
- 1710 – Thomas Arne, nhà soạn nhạc người Anh (m. 1778)
- 1718 – Joseph Damer, chính khách người Anh (m. 1798)
- 1781 – Frederica of Baden, nữ hoàng Thụy Điển (m. 1826)
- 1824 – Gustav Kirchhoff, nhà vật lý người Đức (m. 1887)
- 1831 – Clement Studebaker, người Mỹ và là người đi đầu trong lĩnh vực ô tô (m. 1901)
- 1835 – Simon Newcomb, nhà thiên văn, nhà toán học người Mỹ (m. 1909)
- 1837 – Alexandre Guilmant, người chơi đàn organ, nhà soạn nhạc người Pháp (m. 1911)
- 1838 – William Henry Perkin, nhà hóa học người Anh (m. 1907)
- 1863 – Gabriele D'Annunzio, nhà văn người Ý (m. 1938)
- 1864 – W. H. R. Rivers, nhà tâm thần học người Anh (m. 1922)
- 1881
  - Mustafa Kemal Atatürk, tổng thống Thổ Nhĩ Kỳ đầu tiên (m. 1938)
  - Gunnar Nordström, nhà vật lý người Phần Lan (m. 1923)
- 1883 – Zoltán Meskó, quốc xã người Hungary (m. 1959)
- 1889 – Þórbergur Þórðarson, tác gia người Iceland (m. 1974)
- 1891 – W. Mason, nhà tư bản công nghiệp người Mỹ (m. 1954)
- 1907
  - Arthur Hewlett, diễn viên người Anh (m. 1997)
  - Dorrit Hoffleit, nhà thiên văn người Mỹ (m. 2007)
- 1908 – Rita Angus, họa sĩ người New Zealand (m. 1970)
- 1911 – Gustavo Díaz Ordaz, tổng thống México (m. 1979)
- 1912 – Irving Layton, nhà thơ người Canada (m. 2006)
- 1918 – de Kooning, nghệ sĩ người Mỹ (m. 1989)
- 1921
  - Ülo Jõgi, nhà đấu tranh vì tự do người Estonia (m. 2007)
  - Gordon MacRae, ca sĩ, diễn viên người Mỹ (m. 1986)
- 1922 – Jack Kerouac, nhà văn người Mỹ (m. 1969)
- 1923
  - Hjalmar Andersen, vận động viên trượt băng tốc độ người Na Uy
  - Norbert Brainin, nghệ sĩ vĩ cầm người Áo (m. 2005)
  - Wally Schirra, nhà du hành vũ trụ người Mỹ (m. 2007)
  - Mae Young, đô vật Wrestling chuyên nghiệp người Mỹ
- 1925
  - Louison Bobet, vận động viên xe đạp người Pháp (m. 1983)
  - Leo Esaki, nhà vật lý, giải thưởng Nobel người Nhật Bản
  - Harry Harrison, tác gia người Mỹ
- 1928
  - Edward Albee, nhà viết kịch người Mỹ
  - Thérèse Lavoie-Roux, chính khách, thượng nghị sĩ Quebec
  - Aldemaro Romero, nhạc sĩ người Venezuela (m. 2007)
- 1930 – Vernon Law, vận động viên bóng chày người Mỹ
- 1931 – Billie "Buckwheat" Thomas, diễn viên người Mỹ (m. 1980)
- 1932
  - Barbara Feldon, nữ diễn viên, người mẫu, người Mỹ
  - Andrew Young, nhà đấu tranh cho nhân quyền, chính khách người Mỹ
- 1935 – John Doherty, cầu thủ bóng đá người Anh (m. 2007)
- 1936 – Patrick Procktor, nghệ sĩ người Anh (m. 2003)
- 1938 – Johnny Rutherford, ô tô người đua người Mỹ
- 1940
  - Al Jarreau, ca sĩ người Mỹ
  - M.A. Numminen, ca sĩ, nhà văn người Phần Lan
- 1945 – Sammy "The Bull" Gravano, găngxtơ người Mỹ
- 1946
  - Liza Minnelli, ca sĩ, nữ diễn viên người Mỹ
  - Frank Welker, diễn viên lồng tiếng người Mỹ
- 1947 – Kalervo Palsa, nghệ sĩ người Phần Lan (m. 1987)
- 1948
  - James Taylor, nhạc sĩ người Mỹ
  - Virginia Bottomley, chính khách người Anh
- 1949
  - Rob Cohen, đạo diễn phim, nhà sản xuất, nhà văn người Mỹ
  - Moctesuma Esparza, nhà sản xuất, nhà sản xuất phim người México
  - Natalia Kuchinskaya, vận động viên thể dục người Liên Xô
- 1950
  - Javier Clemente, ông bầu bóng đá người Tây Ban Nha
  - Jon Provost, diễn viên người Mỹ
- 1952 – Naomi Shihab Nye, nhà thơ, người sáng tác bài hát, tiểu thuyết gia người Mỹ
- 1953
  - Carl Hiaasen, nhà báo, tác gia người Mỹ
  - Madhav Kumar Nepal, chính khách Nepal
- 1956 – Dale Murphy, vận động viên bóng chày người Mỹ
- 1960
  - Kipp Lennon, ca sĩ người Mỹ
  - Minoru Niihara, ca sĩ người Nhật Bản
  - Courtney B. Vance, diễn viên người Mỹ
- 1961 – Joseph Facal, chính khách Quebec
- 1962 – Darryl Strawberry, vận động viên bóng chày người Mỹ
- 1963
  - Ian Holloway, ông bầu bóng đá người Anh
  - Joaquim Cruz, người chạy đua người Brasil
- 1965
  - Steve Finley, vận động viên bóng chày người Mỹ
  - Shawn Gilbert, vận động viên bóng chày người Mỹ
  - Steve Levy, thể thao nhà báo người Mỹ
- 1967 – Julio Dely Valdes, cầu thủ bóng đá người Panama
- 1968 – Aaron Eckhart, diễn viên người Mỹ
- 1969 – Jake Tapper, nhà báo người Mỹ
- 1970 – Dave Eggers, nhà văn, chủ bút, nhà xuất bản người Mỹ
- 1971 – Isaiah Rider, cầu thủ bóng rổ người Mỹ
- 1972
  - Hector Luis Bustamante, diễn viên người Colombia
  - James Maritato, đô vật Wrestling chuyên nghiệp người Mỹ
- 1975 – Kelle Bryan, ca sĩ người Anh
- 1976 – Vy, nữ diễn viên, ca sĩ, đạo diễn người Trung Quốc
- 1977 – Ramiro Corrales, cầu thủ bóng đá người Mỹ
- 1978 – Masuimi Max, người mẫu, người Mỹ
- 1979
  - Pete Doherty, nhạc sĩ người Anh
  - Nidia Guenard, đô vật Wrestling chuyên nghiệp người Mỹ
  - Edwin Villafuerte, cầu thủ bóng đá người Ecuador
- 1982
  - Zach Miner, vận động viên bóng chày người Mỹ
  - Tobias Schweinsteiger, cầu thủ bóng đá người Đức
- 1984
  - Shreya Ghoshal, ca sĩ Ấn Độ
  - Jaimie Alexander, nữ diễn viên người Mỹ
- 1985 – Bradley Wright-Phillips, cầu thủ bóng đá người Anh
- 1987 – Chris Seitz, cầu thủ bóng đá người Mỹ
- 1993 – Sara Lưu (Lưu Ngọc Duyên), nữ ca sĩ người Việt Nam, á quân Giai điệu chung đôi 2018, vợ của nhạc sĩ Dương Khắc Linh
- 1994 – Grimmie, ca sĩ người Mỹ (m. 2016)

## Mất
- 1507 – Cesare Borgia, tướng, chính khách người Ý (s. 1475)
- 1628 – Bull, nhà soạn nhạc người Anh
- 1648 – de Molina, nhà văn người Tây Ban Nha (s. 1571)
- 1699 – Griffenfeld, chính khách người Đan Mạch (s. 1635)
- 1757 – Giuseppe Galli-Bibiena, kiến trúc sư, họa sĩ người Ý (s. 1696)
- 1790 – Hadik, tướng người Áo Hung (s. 1710)
- 1827 – Phan Bá Vành lãnh đạo khởi nghĩa nông dân (s. 1784)
- 1832 – Kuhlau, nhà soạn nhạc người Đức (s. 1786)
- 1872 – Guofan, chính khách, tướng người Trung Quốc (s. 1811)
- 1894 – Pryanishnikov, họa sĩ người Nga (s. 1840)
- 1898 – Topelius, nhà văn người Phần Lan (s. 1818)
- 1908 – De Amicis, nhà văn, nhà báo, nhà thơ người Ý (s. 1846)
- 1914 – Westinghouse, chủ doanh nghiệp, kĩ sư người Mỹ (s. 1846)
- 1916 – Marie von Ebner-Eschenbach, nhà văn người Áo (s. 1830)
- 1925 – Tôn Trung Sơn, chính khách, triết gia chính trị và bác sĩ người Trung Quốc (s. 1866)
- 1929 – Asa Griggs Candler, doanh nhân người Mỹ (s. 1851)
- 1930 – Alois Jirásek, nhà văn người Séc (s. 1851)
- 1937
  - Charles-Marie Widor, người chơi đàn organ, nhà soạn nhạc người Pháp (s. 1844)
  - Jenő Hubay, nghệ sĩ vĩ cầm người Hungary (s. 1858)
- 1942 – Robert Bosch, nhà tư bản công nghiệp người Đức (s. 1861)
- 1943 – Vigeland, nhà điêu khắc người Na Uy (s. 1869)
- 1944 – Gavazzi, Geographer người Croatia (s. 1861)
- 1947 – "Winston Churchill the American", tiểu thuyết gia người Mỹ (s. 1871)
- 1955 – Charlie Parker, nhạc Jazz nhạc công saxophon người Mỹ (s. 1920)
- 1960 – Hoàng Lê Kha Chủ tịch Ủy ban hành chính kháng chiến huyện Dương Minh Châu, Tây Ninh (s. 1907)
- 1973 – Frankie Frisch, vận động viên bóng chày người Mỹ (s. 1898)
- 1978
  - John Cazale, diễn viên người Mỹ (s. 1935)
  - Gene Moore, vận động viên bóng chày người Mỹ (s. 1909)
- 1980 – Arthur Charles Dobson, người đua xe người Anh (s. 1914)
- 1984 – Ridley, nhà soạn kịch, diễn viên người Anh (s. 1896)
- 1985 – Ormandy, người chỉ huy dàn nhạc người Hungary (s. 1899)
- 1987 – Hayes, bóng đá huấn luyện viên người Mỹ (s. 1913)
- 1989 – Evans, diễn viên người Anh (s. 1901)
- 1990 – Breem, tác gia người Anh (s. 1926)
- 1991 – Ragnar Granit, nhà nghiên cứu thần kinh học, giải thưởng Nobel người Phần Lan (s. 1900)
- 1995 – Clay, nữ diễn viên người Mỹ (s. 1949)
- 1998
  - Judge Dread, nhạc sĩ người Anh (s. 1945)
  - Jozef Kroner, diễn viên người Slovakia (s. 1924)
- 1999 – Yehudi Menuhin, nghệ sĩ vĩ cầm người Mỹ (s. 1916)
- 2001 – Robert Ludlum, tác gia người Mỹ (s. 1927)
- 2002 – Paul Riopelle, họa sĩ, nhà điêu khắc Quebec (s. 1923)
- 2003
  - Zoran Đinđić, thủ tướng Serbia (s. 1952)
  - Howard Fast, tác gia người Mỹ (s. 1914)
  - Andrei Kivilev, vận động viên xe đạp người Kazakhstan (s. 1973)
  - Lynne Thigpen, nữ diễn viên người Mỹ (s. 1948)
- 2005
  - Bill Cameron, nhà báo người Canada (s. 1943)
  - Stavros Koujioumtzis, người sáng tác bài hát người Hy Lạp (s. 1932)
- 2015 – Nhạc sĩ Anh Việt Thanh (Sinh 1936)

## Ngày lễ và kỷ niệm
- Ngày lễ trồng cây (Trung Quốc)[3]